# 윤상 (음반)
《YOONSANG》은 대한민국의 작곡가 겸 가수 윤상의 첫 번째 정규앨범으로, 가수로서 발돋움하게 된 작품이다.

## 수록곡
전체 작곡: 윤상
| #             | 제목                | 작사          | 재생 시간 |
| ------------- | ------------------- | ------------- | --------- |
| 1.            | 〈이별의 그늘〉     | 박주연        | 4:34      |
| 2.            | 〈잊혀진 것들〉     | 지예          | 3:38      |
| 3.            | 〈행복을 기다리며〉 | 박창학        | 4:17      |
| 4.            | 〈무지개 너머〉     | 윤상          | 5:01      |
| 5.            | 〈남겨진 이야기〉   | 박창학        | 3:41      |
| 6.            | 〈알 수 없는 일〉   | 박주연        | 4:33      |
| 7.            | 〈한 걸음 더〉      | 박창학        | 3:11      |
| 8.            | 〈시간의 얼굴〉     | 박주연        | 5:04      |
| 총 재생 시간: | 총 재생 시간:       | 총 재생 시간: | 33:59     |

## 참여
이 목록은 해당 앨범의 부클릿과 앨범 정보 사이트를 참고하였다.
- 윤상 - 프로듀서, 편곡, 녹음, 건반 악기
- 박창학 - 디렉터
- 정도원 - 믹싱, 녹음
- 박호일 - 녹음
- 장충 A Studio - 녹음 스튜디오
- 장충 B Studio - 믹싱 스튜디오
- 손무현 - 기타(2, 3, 5)
- 심상원 - 바이올린(1)
- 김원용 - 색소폰(4)
- Bill Hughs - 호른(4, 6)
- David Spencer - 트럼펫(7)
- 장필순, 신윤미 - 코러스
- 김광수 - 이그제큐티브 프로듀서

## 인용
1. ↑  박경아 (1991년 3월 29일). “무대뒤에서 무대 앞으로”. 동아일보.
2. ↑  《윤상》 라이너 노츠
3. ↑  “maniadb 앨범 정보”. 2016년 4월 10일에 원본 문서에서 보존된 문서. 2014년 4월 4일에 확인함.